# Лореля
Лорѐля (на италиански: Loreglia; на пиемонтски: Lureja и на местен диалект: Lureja, Люрея) е село и община в Северна Италия, провинция Вербано-Кузио-Осола, регион Пиемонт. Разположено е на 746 m надморска височина. Населението на общината е 270 души (към 2010 г.).